# Forssan Palloseura
Forssan Palloseura (w skrócie FPS, dawniej FoPS) – fiński klub hokeja na lodzie z siedzibą w Forssa.

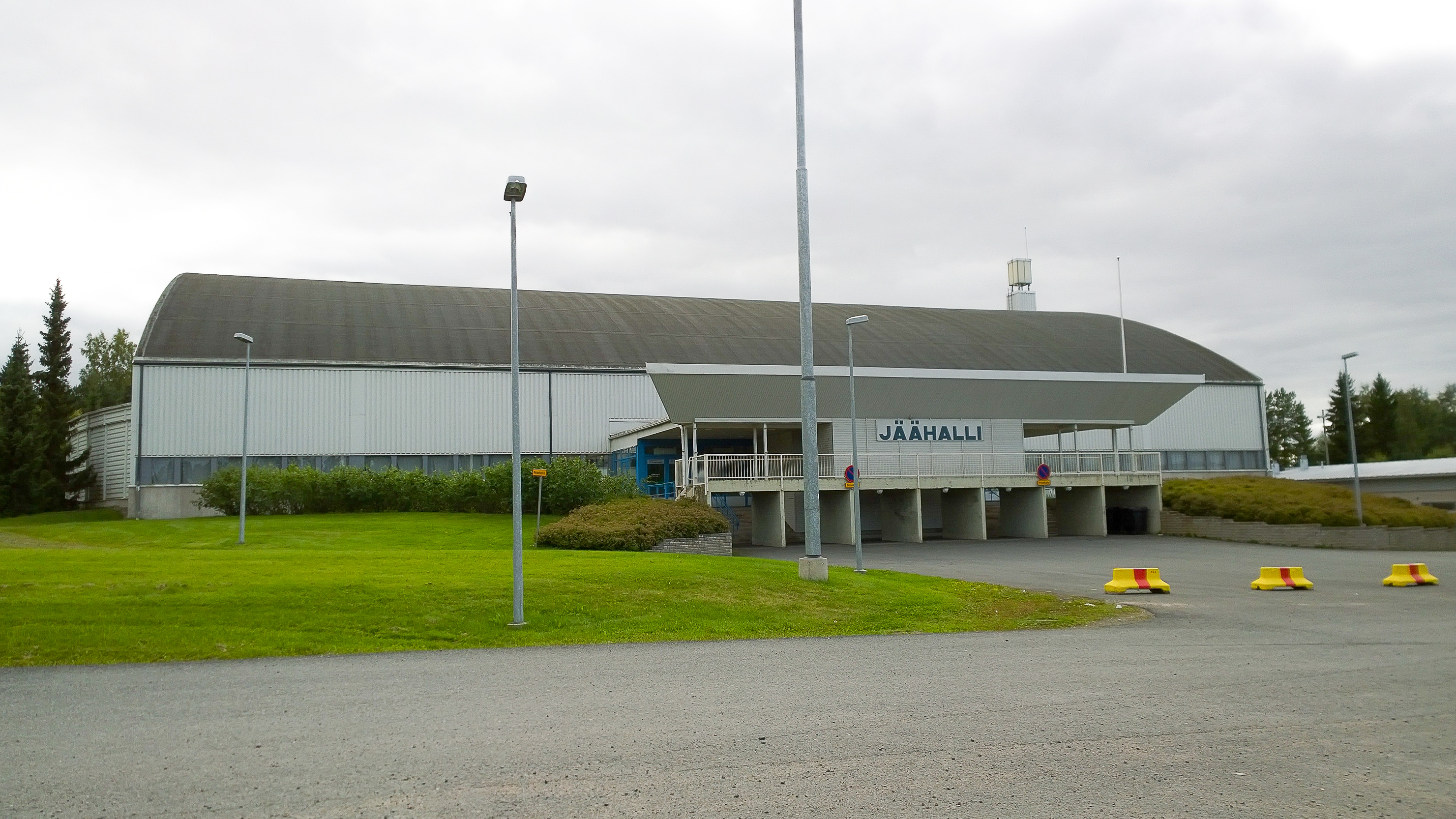
Lodowisko klubu

## Sukcesy
Seniorzy
- Złoty medal I-divisioona: 1982
- Srebrny medal Suomi-sarja: 2014

## Zawodnicy
Zastrzeżone numery
- # 8 – Jarkko Aaltonen
- # 11 – Kari Lindqvist
- # 15 – Mika Helkearo